# Suomenselkä
Der Suomenselkä ist eine Serie von Endmoränen im Westen Finnlands, die eine der Hauptwasserscheiden des Landes  darstellt.
Er beginnt bei Sideby südlich von Kristinestad und setzt sich landeinwärts über hunderte Kilometer parallel zur Küstenlinie Österbottens bis hin zum Oulujärvi im Norden fort. Er begrenzt die Finnische Seenplatte und damit das Einzugsgebiet der Flüsse Vuoksi und  Kymijoki gegen Westen; die Flüsse an seinem Westhang entwässern in den Bottnischen Meerbusen. Anders als der Salpausselkä, der anderen großen Wasserscheide des Landes, bildet der Suomenselkä keinen markanten Höhenzug, sondern stellt sich vielmehr als ausgedehnte Hügellandschaft dar, die teils eine Breite von Dutzenden Kilometern erreicht. Mithin wird der Suomenselkä auch als Großlandschaft begriffen.
Der Suomenselkä ist einer der am dünnsten besiedelten Landstriche Finnlands. Die harschen klimatischen Bedingungen und ausgedehnte Moorlandschaften haben von jeher eine intensive Landnutzung unmöglich gemacht. Heute finden sich in dem Gebiet einige der ursprünglichsten Wälder Finnlands, in denen seltene Tierarten wie etwa das Waldren leben.